# 杜布拉夫科·帕夫利契奇
杜布拉夫科·帕夫利契奇（1967年11月28日—2012年4月4日），克罗地亚男子足球运动员，场上位置是后卫。他曾代表克罗地亚参加1996年欧洲足球锦标赛，结果队伍止步八强。